# Джексон, Монтел
Монтел Сэмюэл Джексон (англ. Montel Samuel Jackson, род. 24 апреля, 1992 год, Милуоки, Висконсин, США) — американский боец смешанных боевых искусств, выступающий под эгидой UFC в легчайшей весовой категории.
Занимает 15 строчку официального рейтинга UFC в Легчайшем весе .

## Биография
Джексон начал заниматься борьбой в старшей школе, чтобы отвлечься от уличной жизни, так как большинство его друзей оказались в тюрьме или погибли.
Добившись хороших результатов в борьбе, Джексон поставил себе цель стать олимпийским борцом; однако он решил остаться и заботиться о своих больных бабушке и дедушке и отказался от возможности заниматься борьбой в колледже. Джексон провел пригласительный матч по борьбе, команда США против команды Японии, и начал тренироваться в олимпийском тренировочном центре в Маркетте, вштате Мичиган. В это время один из его друзей, Девондрик Бэнкстон, готовился к бою с Рауфеоном Стотсом и попросил его помочь с борцовскими упражнениями в спортзале Red Schafer MMA. В спортзале он встретил Гато, пуэрториканца, которому удалось уговорить его принять участие в турнире по бразильскому джиу-джитсу без настоящих инструкций по классу. В конце концов, Джексон отказался от своей олимпийской мечты и перешел в смешанные боевые искусства.

## Титулы и Достижения

### Ultimate Fighting Championship
- - «Выступление вечера» (дважды) против Рани Яхьи и Дэймона Блэкшира
  - Наибольшее количество нокдаунов в истории дивизиона UFC в легчайшем весе
  - Больше всего нокдаунов за поединок легчайшем весе UFC (4) (против Джей Пи Байса)
  - Второе место по количеству нокдаунов за 15 минут в истории легчайшего веса UFC (1,69)
  - Второе место по наименьшему количеству ударов, полученных за минуту, в истории дивизиона UFC в легчайшем весе (1,38)
  - Самый высокий процент точности тейкдаунов в истории легчайшего дивизиона UFC (56,2%)
  - Четвертый по проценту значимых ударов в истории дивизиона UFC в легчайшем весе (1,69)
  - Второй по самому быстрому нокауту в истории легчайшего веса UFC (0:18) (против Дэймона Блэкшира)

## Статистика в смешанных единоборствах
| Боёв 17  | Побед 15 | Поражений 2 |
| -------- | -------- | ----------- |
| Нокаутом | 8        | 0           |
| Сдачей   | 1        | 0           |
| Решением | 6        | 2           |

| Результат | Рекорд | Соперник          | Способ                      | Турнир                                     | Дата             | Раунд | Время | Место                         | Примечание                                       |
| --------- | ------ | ----------------- | --------------------------- | ------------------------------------------ | ---------------- | ----- | ----- | ----------------------------- | ------------------------------------------------ |
| Победа    | 15-2   | Даниэль Маркос    | Единогласное решение        | UFC on ESPN: Сэндхэген vs. Фигейреду       | 3 мая 2025       | 3     | 5:00  | Де-Мойн, Айова, США           |                                                  |
| Победа    | 14–2   | Дэймон Блэкшир    | KO (удар)                   | UFC on ESPN: Намаюнас vs. Кортес           | 13 июля 2024     | 1     | 0:18  | Денвер, Колорадо, США         | «Выступление вечера» (2)                         |
| Победа    | 13–2   | Рани Яхья         | KO (удары)                  | UFC Fight Night: Павлович vs. Блейдс       | 22 апреля 2023   | 1     | 3:42  | Лас-Вегас, Невада, США        | «Выступление вечера» (1)                         |
| Победа    | 12–2   | Хулио Арсе        | Единогласное решение        | UFC 281                                    | 12 ноября 2022   | 3     | 5:00  | Нью-Йорк, США                 |                                                  |
| Победа    | 11–2   | Джей Пи Байс      | Единогласное решение        | UFC Fight Night: Смит vs. Спэнн            | 18 сентября 2021 | 3     | 5:00  | Лас-Вегас, Невада, США        |                                                  |
| Победа    | 10–2   | Джесси Стрейдер   | TKO (удары)                 | UFC on ESPN: Брансон vs. Холланд           | 20 марта 2021    | 1     | 1:58  | Лас-Вегас, Невада, США        | Бой в промежуточном весе; Стрейдер не сделал вес |
| Поражение | 9–2    | Бретт Джонс       | Единогласное решение        | UFC Fight Night: Фигейреду vs. Бенавидес 2 | 19 июля 2020     | 3     | 5:00  | Абу-Даби, ОАЭ                 |                                                  |
| Победа    | 9–1    | Фелипе Коларес    | Единогласное решение        | UFC Fight Night: Блейдс vs. дус Сантус     | 25 января 2020   | 3     | 5:00  | Роли, Северная Каролина, США  |                                                  |
| Победа    | 8–1    | Андре Сухамтат    | Единогласное решение        | UFC 236                                    | 13 апреля 2019   | 3     | 5:00  | Атланта, Джорджия, США        |                                                  |
| Победа    | 7–1    | Брайан Келлехер   | Сдача (д'Арс)               | UFC 232                                    | 29 декабря 2018  | 1     | 1:40  | Инглвуд, Калифорния, США      | Бой в промежуточном весе; Джексон не сделал вес  |
| Поражение | 6–1    | Рикки Саймон      | Единогласное решение        | UFC 227                                    | 4 августа 2018   | 3     | 5:00  | Лос-Анджелес, Калифорния, США |                                                  |
| Победа    | 6–0    | Рико ДиСиулло     | TKO (колено и удары руками) | Dana White's Contender Series 9            | 12 июня 2018     | 3     | 2:15  | Лас-Вегас, Невада, США        |                                                  |
| Победа    | 5–0    | Дэрон Маккант     | KO (локти)                  | Driller Promotions: A-Town Throwdown 13    | 10 марта 2018    | 1     | 0:57  | Остин, Миннесота, США         |                                                  |
| Победа    | 4–0    | Джесси Ваннемахер | TKO (остановка врачём)      | Driller Promotions: No Mercy 7             | 7 февраля 2018   | 2     | 3:16  | Махномен, Миннесота, США      |                                                  |
| Победа    | 3–0    | Терренс Алмонд    | Единогласное решение        | KOTC: Mercenaries 2                        | 13 января 2018   | 3     | 5:00  | Слоун, Айова, США             | Дебют в легчайшем весе                           |
| Победа    | 2–0    | Шон Хаффман       | TKO (удары)                 | Pure FC: Pure Fight Night 1                | 11 августа 2017  | 1     | 1:08  | Милуоки, Висконсин, США       | Дебют в лёгком весе                              |
| Победа    | 1–0    | Джош Вайсман      | TKO (удары)                 | Pure FC 7                                  | 24 июня 2017     | 1     | 1:44  | Милуоки, Висконсин, США       | Дебют в полулегком весе                          |